# ラブプラスプロダクション

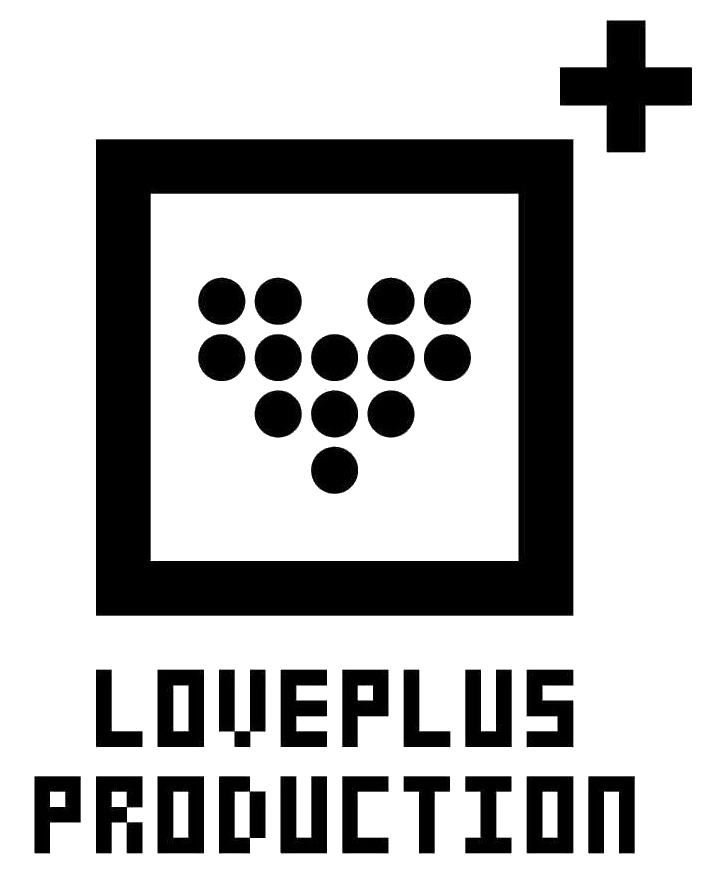
ラブプラスプロダクション

ラブプラスプロダクション（LOVEPLUS PRODUCTION）は、かつて存在したコナミデジタルエンタテインメント所属のゲームクリエイター内田明理が率いていた、ゲームソフト開発チームである。
小島プロダクションなどと同様、コナミデジタルエンタテインメントの社内プロダクションとして「学園」「恋愛」「コミュニケーション」をテーマにした作品を手がけていた。

## 沿革
- 2010年12月23日 - 内田明理はラブプラスのクリスマスイベント「メリープラスマス2010」上にてラブプラスプロダクションの設立を発表[1][2]。
- 2015年3月15日 - 内田がコナミデジタルエンタテインメントを退社。箕星太朗（ミノ☆タロー）も2月に退社していた[3]。
- 2015年3月16日 - 前述の内田とミノ☆タローの退社やコナミデジタルエンタテインメントの機構改革により、ラブプラスプロダクションは解散し制作本部に編入された[4]。なおラブプラスシリーズとGirls Sideシリーズについては新体制の下で制作を継続すると発表しており[5]、2017年8月、スマートフォン向けタイトル『ラブプラス EVERY』の始動が発表された[6]。

## 開発タイトル一覧

### ラブプラスシリーズ
- ラブプラス
- ラブプラス+
- ラブプラス アーケード カラフル Clip
- ラブプラス MEDAL Happy Daily Life
- NEWラブプラス
- NEWラブプラス+

### Girl's Sideシリーズ
- ときめきメモリアル Girl's Side
- ときめきメモリアル Girl's Side 2nd Kiss
- ときめきメモリアル Girl's Side 3rd Story

### とんがりボウシシリーズ
- とんがりボウシと魔法の365にち
- とんがりボウシと魔法のお店
- とんがりボウシとおしゃれな魔法使い
- とんがりボウシと魔法の町

### ソーシャルゲーム
- ときめきレストラン☆☆☆ - 2014年8月7日、運営をコーエーテクモゲームスに移管。
- 風雲!なでしこコレクション - 2013年8月19日サービス終了。
- ラブプラスコレクション - 2014年6月30日サービス終了。